# Decaan (scheikunde)
Decaan is een onvertakte koolwaterstof uit de groep van de alkanen, met als brutoformule C10H22. Het wordt hoofdzakelijk gebruikt als oplosmiddel.
Van deze verbinding bestaan 75 isomeren, maar deze zijn alle (op decaan zelf na) in meerdere of mindere mate vertakt.